# Краматорський завод важкого верстатобудування
Краматорський завод важкого верстатобудування  (КЗВВ) — машинобудівний завод у місті Краматорську, заснований 1937 році. У 2022 підприємство евакуйоване від російської агресії в м. Перечин на Закарпатті.
Випускає важкі верстати токарної і фрезерної групи. Верстати, що виготовляються заводом, постачаються до багатьох країн світу, зокрема Азію, в Болгарію та інші країни Європи.
Дані верстати призначені для обточування колісних пар рухомого складу і використовуються локомотивними та вагонними депо.
В 2018 році було представлено розробку підприємства (спільно з 10-ма компаніями українського оборонного сектору): САУ «Богдана», стало відомо про те, що на заводі налагоджено виробництво як танкових гармат так і 155-мм гармати власно для самохідної гаубиці.

## Історія
1937 рік, 1 травня — почали будувати Краматорський верстатобудівний завод.
1939 — запрацювали модельний, інструментальний, механічні №1, №5 цехи та гараж.
1940 рік, 7 листопада — завод випустив першу власну продукцію — два вальцетокарні верстати.
1941 рік, 24 лютого — підприємство було здано в експлуатацію, виготовлено дослідний зразок глибоко-розточувального верстата моделі 2940А. На початку Другої світової війни, із підприємства були покликані та пішли добровольцями на фронт 800 осіб.

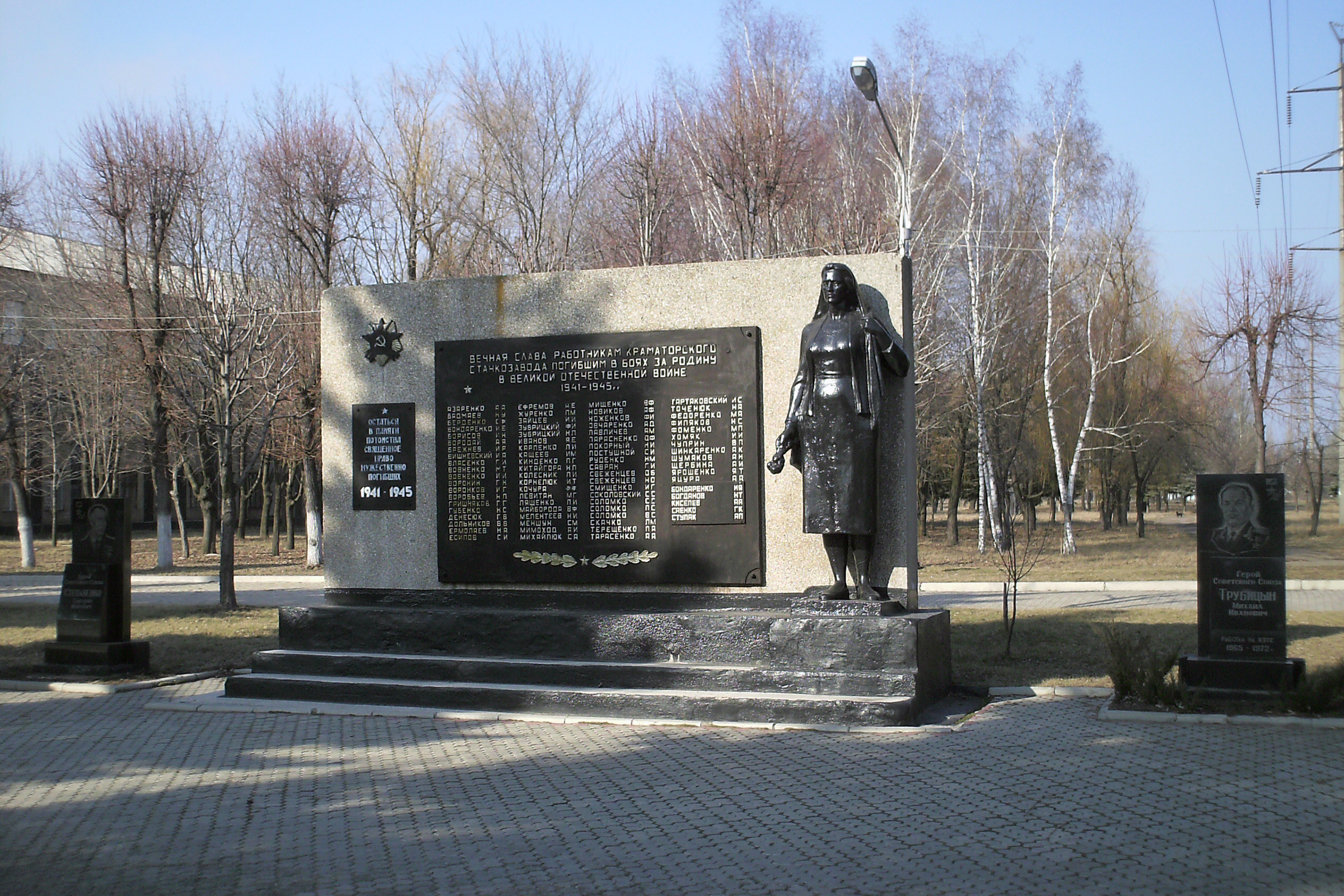
Пам'ятник воїнам-заводчанам КЗВВ

1941 рік, до 20 жовтня — завод було перевезено до російського міста Новосибірськ.
1944 рік, початок — зрушило відновлення підприємства.
1945 року, був випущений перший післявоєнний верстат.
У 1947—1950-х роках завод опанував виробництво зливкорозрізних верстатів моделі 1865.
1951 року, збудовано ново-ливарний цех.
1952 рік — група конструкторів заводу за налагодження виробництва вальцетокарних та вальцешліфувальних верстатів, була відзначена Державною премією СРСР.
1954 року, було завершено складання особливого глибоко-розточувального верстата моделі 2959 для розточування отворів діаметром до 1300 мм і довжиною до 30 м. Довжина верстата склала 95 метрів.
1957 року збудовано ковальсько-пресовий цех.
30 липня 1966 року завод був нагороджений Орденом Трудового Червоного прапора за дострокове виконання завдань семирічки з випуску важких та унікальних верстатів [2].
Влітку 1967 року на прохання трудового колективу заводу надано ім'я Власа Чубаря. 29 квітня 1970 року у сквері перед заводом було встановлено його бюст (прибрано у 2014 року — декомунізація).
1970 року, завод виготовив 235 важких верстатів, зокрема 99 верстатів нових моделей. Важкий токарний верстат моделі 1А685.01Ф2, був першим верстатом з автоматичним керуванням ЧПК, випущеним заводом.
1971-1980 — розквіт продуктивності: по 200-210 верстатів щорічно.

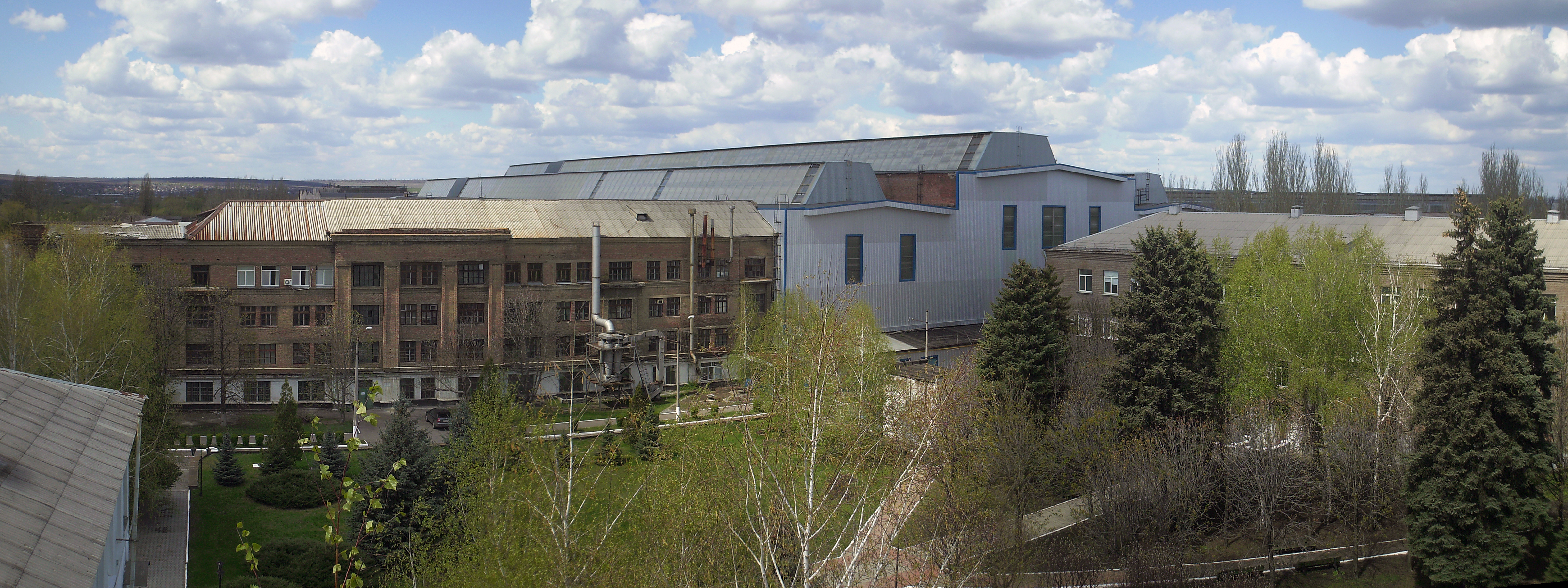
Двір і головний корпус КЗВВ

1971 року, на Уралмашзаводі (Російська Федерація) була змонтована автоматична лінія для обробки осей колісних пар вагонів, що не мала аналогів у світі. Групу конструкторів заводу було відзначено Державною премією СРСР за створення важких верстатів нових типів (моделі 1А660, 1А665, 1А670, 1А675, 1А680)[2].
1972 року встановлено заводське досягнення — випущено 287 верстатів.
1976 року відкрито базу відпочинку «Хвиля» на березі Чорного моря в Херсонській області.
1978 рік — збудовано обрубний цех та цех металоконструкцій.

### Післявідновлення незалежності
1992 року заводом розпочато виробництво пилорам.
1995 року, травень — Кабінет Міністрів України ухвалив рішення про приватизацію заводу, після чого у липні 1995 року державне підприємство було перетворене на Відкрите акціонерне товариство; останні акції, що належали державі, продані 2003 року.
1997 рік, серпень — завод було внесено до переліку підприємств, що мають стратегічне значення для економіки та безпеки України.
2006 рік — підприємство нагороджене Дипломом Всеукраїнського конкурсу з якості продукції, як Переможець у номінації "Продукція виробничо-технічного призначення".

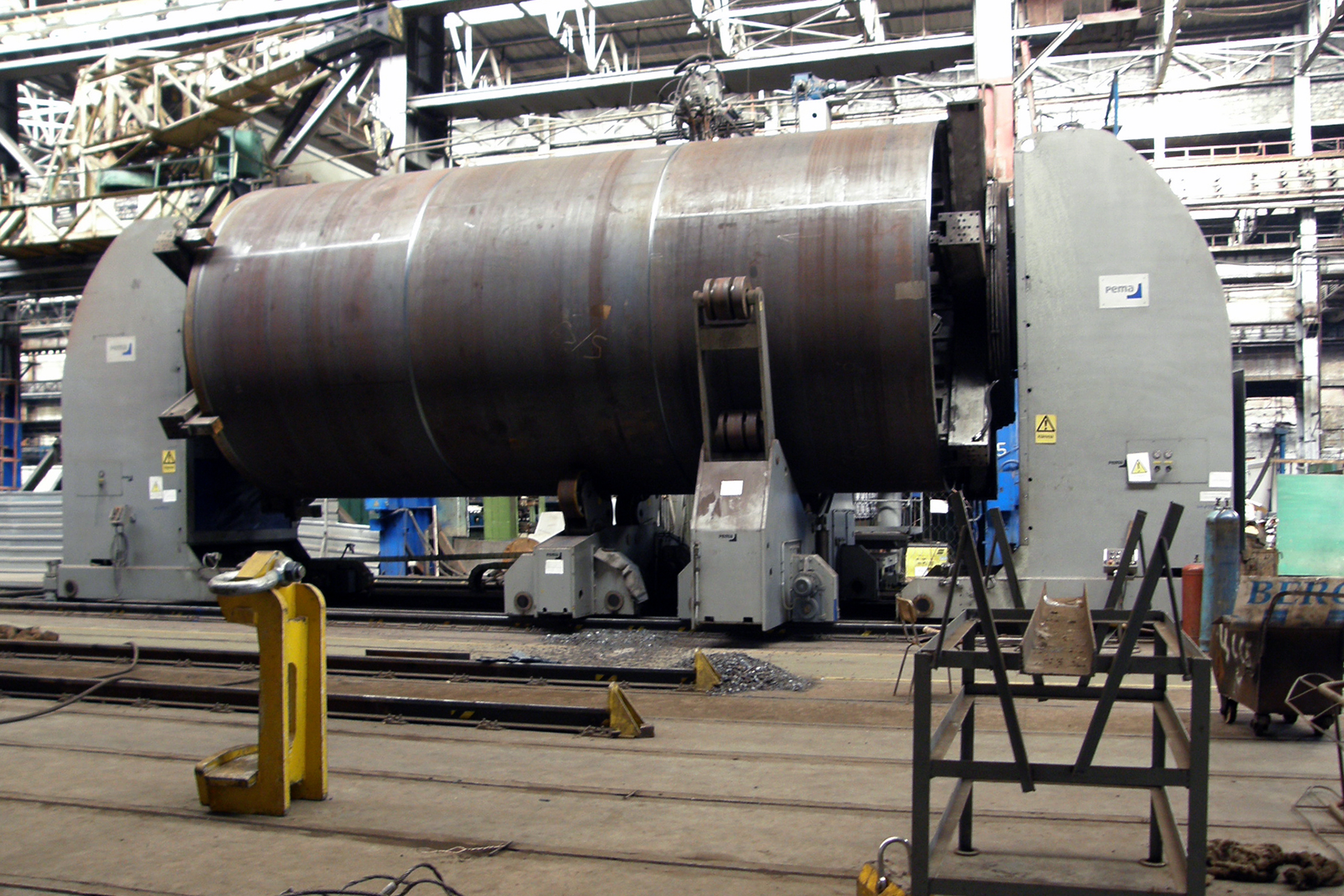
Збирання секції вежі вітряної електростанції шляхом зварювання

2008 року — Верстат токарний з числовим програмним керуванням (ЧПК) підвищеної точності виробництва КЗВВ, нагороджений Дипломом Всеукраїнського конкурсу "100 кращих товарів України" (Донецька регіональна конкурсна комісія).
2010 року, 11 жовтня — після великої (вкладено 21 млн. євро) реконструкції, на площах заводу було відкрито ТОВ «Фурлендер Віндтехнолоджі» з виробництва 
вітроенергетичних установок, водночас виробництво веж та рам гондол вітряків, налагоджено безпосередньо на КЗВВ.
2013 рік — заводом відвантажено замовникам 9 важких верстатів (ПАТ "Дніпровський завод прокатних валків", ПАТ Дніпроспецсталь, ТОВ "Техмаш" м. Бєлгород РФ, тощо).
2014 рік, 10 червня — під час гарячої фази Російсько-української війни, механообробний цех заводу постраждав від обстрілу бойовиками, в ході боїв з терористами угрупування «Донецька народна республіка».
2017 рік — з серпня, в частині інженерного корпусу розміщувалася Донецька обласна військово-цивільна адміністрація.
2022 рік, червень — Через російське вторгнення в Україну від 24 лютого, і ракетні обстріли Краматорська, КЗВВ змінить своє розташування на Закарпатську область.

## Виробництво гарматних стволів
За часів СРСР на теренах України попри серійне виготовлення бронетехніки — танків та самохідних артилерійських установок, вироблення стволів до їх гармат налагоджене не було, і вони надходили з території Російської РФСР.

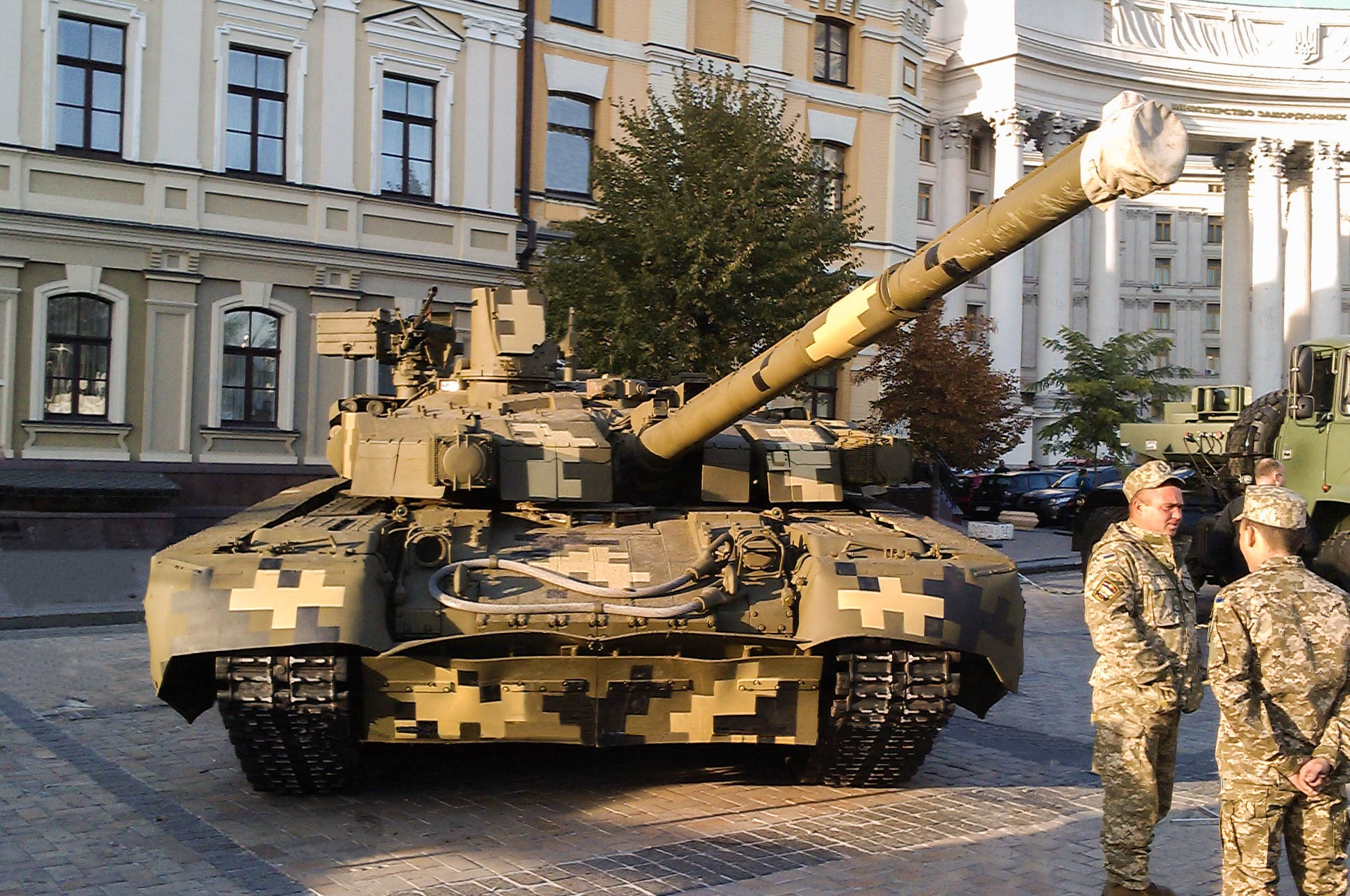
Основний бойовий танк БМ «Оплот» має гладкоствольну танкову гармату калібром 125-мм виробництва КЗВВ

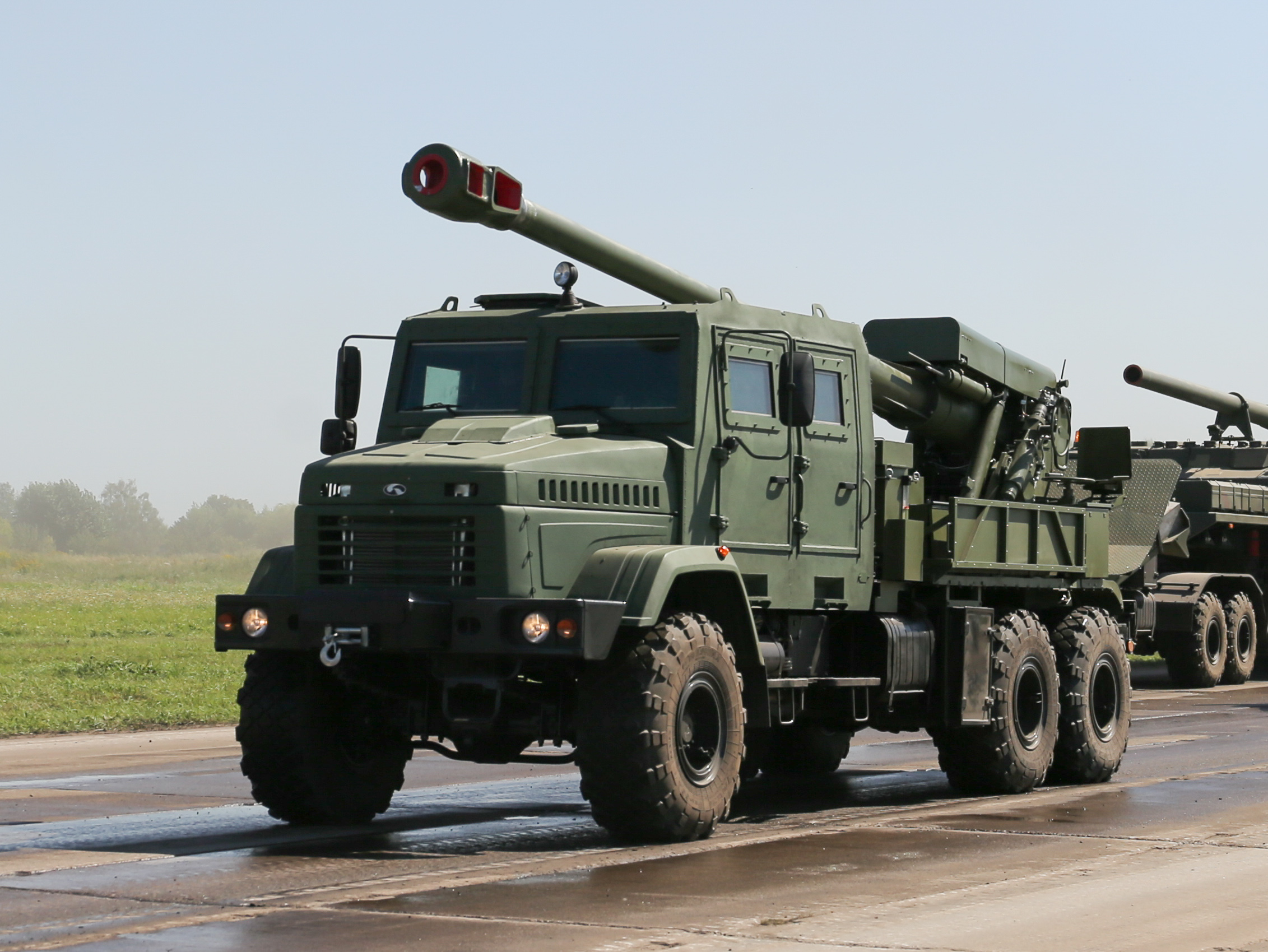
Самохідна гаубиця «Богдана» має нарізний 155-мм ствол виробництва КЗВВ

Краматорський завод важкого верстатобудування опанував виготовлення стволів після отримання Україною замовлення від Таїланду на 49 бойових машин «Оплот» у 2011 році. Завод зумів налагодити виробництво гладкоствольних танкових гармат.
З початком російсько-української війни, на цьому ж підприємстві було значно розширено перелік товарів — тут розпочали виготовляти стволи до мінометів, а 2018 року, саме це підприємство представило колісну 155-мм самохідну артилерійську установку «Богдана», ствол до якої вже був нарізним.
Усі ці стволи підприємство виготовляє на обладнанні власного виробництва. Зокрема на спеціальному нарізному верстаті з цифровим програмним керуванням КЖ 1975Ф3. Цей верстат призначено для нарізання внутрішніх профілів гвинтового каналу ствола з перемінним чи постійним кутом підйому у 10°.
Можливості верстату дозволяють виготовлення стволів калібром від 80 до 205 мм та довжиною до 10 000 мм. На ньому можливе виробництво гармати калібром 155-мм довжиною у 40 калібрів, що в метровому значенні — 6200 мм.
Також на цьому обладнанні можна виробляти стволи майже всіх наявних на озброєнні української армії артилерійських систем, наприклад ствол до 152-мм гармати 2А36 «Гіацинт-Б» разом з дульним компенсатором що має довжину у 53 калібри — 8197 мм.
Винятком, є самохідна артилерійська система 2С7 «Піон» калібром 203 мм та стволом завдовжки у 55,3 калібрів — 11 226 мм

## Показники

### Чисельність співробітників
| 1940 | 1944 | 1990 | 2000 | 2005 | 2008 | 2010 | 2013 | 2015 | 2017 | 2022 | 2023 | 2024 |
| ---- | ---- | ---- | ---- | ---- | ---- | ---- | ---- | ---- | ---- | ---- | ---- | ---- |
| 1600 | 527  | 6500 | 2000 | 2686 | 1741 | 866  | 884  | 473  | 501  | 296  | 829  | 1900 |

### Річний випуск верстатів[14][15][16]
| 1940 | 1948 | 1951 | 1952 | 1953 | 1954 | 1955 | 1958 | 1970 | 1972 | 1979 | 1980 | 1981 | 1991 | 1993 | 1994 | 1995 | 1996 | 1997 | 1998 | 1999 | 2000 | 2003 | 2005 | 2008 | 2013 | 2015 |
| ---- | ---- | ---- | ---- | ---- | ---- | ---- | ---- | ---- | ---- | ---- | ---- | ---- | ---- | ---- | ---- | ---- | ---- | ---- | ---- | ---- | ---- | ---- | ---- | ---- | ---- | ---- |
| 2    | 104  | 31   | 55   | 72   | 82   | 89   | 179  | 235  | 287  | 200  | 172  | 178  | 104  | 150  | 63   | 97   | 49   | 65   | 56   | 24   | 22   | 75   | 52   | 25   | 9    | 15   |